# Scopula incalcarata
Scopula incalcarata là một loài bướm đêm trong họ Geometridae.